# Tetracromia

I quattro pigmenti nelle cellule del cono di un uccello (in questo esempio, i fringuelli estrildidi) estendono la gamma della visione dei colori nell'ultravioletto.

La tetracromia (dal greco tetra, che significa "quattro" e cromo, che significa "colore") è la condizione di possedere quattro canali indipendenti per trasmettere informazioni sul colore, o di possedere quattro tipi di cellule coniche nell'occhio. Gli organismi con tetracromia sono chiamati tetracromati.
Negli organismi tetracromati, lo spazio cromatico sensoriale è quadridimensionale, il che significa che la corrispondenza dell'effetto sensoriale di spettri di luce scelti arbitrariamente all'interno del loro spettro visibile contiene 4 colori primari.
La tetracromia è presente tra diverse specie di uccelli, pesci, anfibi e rettili. L'antenato comune di tutti i vertebrati era un tetracromato, ma i mammiferi hanno adottato la dicromia, ad eccezione dei primati.

## Fisiologia
La normale spiegazione della tetracromia è che la retina dell'organismo contiene quattro tipi di recettori della luce a maggiore intensità (chiamati cellule coniche nei vertebrati in contrapposizione ai bastoncelli, che sono recettori della luce a intensità inferiori) con sensibilità spettrale diversa. Ciò significa che l'organismo può vedere lunghezze d'onda superiori a quelle di una tipica visione umana e può essere in grado di distinguere colori che, per un essere umano normale, sembrano identici. Le specie con visione dei colori tetracromatica possono avere un vantaggio fisiologico sconosciuto rispetto alle specie rivali.

## Negli esseri umani
I primati e le scimmie in generale (compreso l'uomo) e le scimmie del Vecchio Mondo hanno normalmente tre tipi di cellule coniche e sono quindi tricromate. Tuttavia, la tetracromia umana può essere possibile in alcune situazioni.
La tetracromia richiede che ci siano 4 classi di cellule fotorecettrici indipendenti con diversa sensibilità spettrale. Tuttavia, deve esistere anche il meccanismo post-recettore appropriato per confrontare i segnali dei quattro segnali.
Gli esseri umani hanno tre canali, che garantiscono la tricromia. Non è chiaro se sia disponibile un quarto canale per rendere possibile la tetracromia.
I topi, che normalmente hanno solo due pigmenti conici (e quindi due canali), si sono evoluti per possedere un terzo pigmento conico e sembrano dimostrare una maggiore discriminazione cromatica.

### Tetracromia nei portatori di CVD
Le femmine portatrici di tricromia anomala (lieve daltonismo) possiedono alleli eterozigoti dei geni che codificano per la L-opsina o la M-opsina e possono quindi sviluppare la tetracromia.
Nell'uomo, sul cromosoma X sono presenti due geni del pigmento delle cellule coniche: i classici geni dell'opsina di tipo 2 OPN1MW e OPN1MW2. Le persone con due cromosomi X potrebbero possedere più pigmenti a cellula conica, forse nati come tetracromati completi che hanno quattro tipi di cellule coniche funzionanti simultaneamente, ciascuno con un modello specifico di risposta a diverse lunghezze d'onda della luce nell'intervallo dello spettro visibile. Uno studio ha suggerito che il 15% delle donne nel mondo potrebbe avere il tipo del quarto cono il cui picco di sensibilità è compreso tra i coni rossi e verdi standard, dando, in teoria, un aumento significativo della differenziazione del colore. Un altro studio suggerisce che fino al 50% delle donne e l'8% degli uomini possono avere quattro fotopigmenti e una corrispondente maggiore discriminazione cromatica rispetto ai tricromati. Nel 2010, dopo vent'anni di studio su donne con quattro tipi di coni (tetracromati non funzionali), il neuroscienziato Gabriele Jordan ha identificato una donna (soggetto cDa29) che poteva rilevare una maggiore varietà di colori rispetto ai tricromati, corrispondenti a un tetracromatico funzionale (o vero tetracromatico).
La variazione nei geni del pigmento del cono è diffusa nella maggior parte delle popolazioni umane, ma la tetracromia più prevalente e pronunciata deriverebbe da portatrici femmine di importanti anomalie del pigmento rosso/verde, solitamente classificate come forme di "daltonismo" (protanomalia) o deuteranomalia). La base biologica di questo fenomeno è l'inattivazione X degli alleli eterozigoti per i geni del pigmento retinico, che è lo stesso meccanismo che dà alla maggior parte delle scimmie del Nuovo Mondo una visione tricromatica.
Nell'uomo, l'elaborazione visiva preliminare avviene nei neuroni della retina. Non è noto come questi nervi risponderebbero a un nuovo canale di colore, cioè se potrebbero gestirlo separatamente o semplicemente combinarlo con un canale esistente. Le informazioni visive lasciano l'occhio attraverso il nervo ottico; non è noto se il nervo ottico abbia la capacità di riserva per gestire un nuovo canale di colore. Una varietà di elaborazione finale dell'immagine ha luogo nel cervello; non è noto come risponderebbero le varie aree del cervello se presentate con un nuovo canale di colore.
La tetracromia può anche migliorare la visione in condizioni di scarsa illuminazione o guardando uno schermo.

### Tetracromia condizionale
Nonostante siano tricromatici, gli esseri umani possono sperimentare una leggera tetracromia a basse intensità luminose, usando la loro visione mesopica. Nella visione mesopica, sia i coni che i bastoncelli sono attivi. Sebbene i bastoncelli in genere non contribuiscano alla visione dei colori, possono in queste condizioni di luce specifiche, dando una piccola regione di tetracromia nello spazio colore. La sensibilità dei bastoncelli umani è massima a 500 lunghezza d'onda nm (verde-bluastra), che è significativamente diversa dalla sensibilità spettrale di picco dei coni (tipicamente 420, 530 e 560 nm).
Sebbene molti uccelli siano tetracromatici con un quarto colore nell'ultravioletto, gli esseri umani non possono vedere direttamente la luce ultravioletta perché la lente dell'occhio blocca la maggior parte della luce nell'intervallo di lunghezze d'onda di 300-400 nm; lunghezze d'onda più corte sono bloccate dalla cornea. Le cellule dei fotorecettori della retina sono sensibili alla luce ultravioletta vicina e le persone prive di lente (una condizione nota come afachia) vedono la luce ultravioletta vicina (fino a 300 nm) come blu biancastro, o per alcune lunghezze d'onda, viola biancastro, probabilmente perché tutti e tre i tipi di coni sono più o meno ugualmente sensibili alla luce ultravioletta (con cellule coniche blu leggermente più sensibili).
Sebbene una gamma visibile estesa non denoti tetracromia, alcuni ritengono che siano disponibili pigmenti visivi con sensibilità a lunghezze d'onda vicino ai raggi UV che consentirebbe la tetracromia nel caso dell'afachia. Tuttavia, non ci sono prove sottoposte a revisione paritaria a sostegno di questa affermazione.

## In altri animali

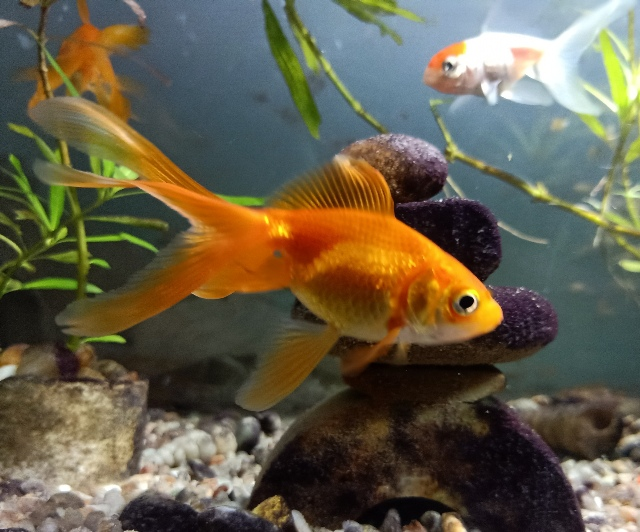
I pesci rossi sono tetracromati

### Nei pesci
I pesci sono tipicamente tetracromati, in particolare teleostei. Le eccezioni includono:
- Squali e razze: vanno dalla monocromia alla tricromia[3]
- Pesci d'altura: spesso monocromati
- Ciclide: probabilmente questo animale ha sviluppato la pentacromia o addirittura una visione del colore superiore a 5 colori primari (pentacromia).[3]

### Negli uccelli
Alcune specie di uccelli, come il fringuello zebra e il Columbidae, utilizzano la lunghezza d'onda dell'ultravioletto 300–400 nm specifico per la visione dei colori tetracromatica come strumento durante la selezione del compagno e il foraggiamento. Quando si selezionano i compagni, il piumaggio ultravioletto e la colorazione della pelle mostrano un alto livello di selezione. Un tipico occhio di uccello risponde a lunghezze d'onda da circa 300 a 700 nm. In termini di frequenza, ciò corrisponde a una banda vicina a 430–1000 THz. La maggior parte degli uccelli ha retine con quattro tipi spettrali di cellule coniche che si ritiene mediano la visione dei colori tetracromata. La visione del colore degli uccelli è ulteriormente migliorata filtrando dalle goccioline di olio pigmentate nei fotorecettori. Le goccioline di olio filtrano la luce incidente prima che raggiunga il pigmento visivo nei segmenti esterni dei fotorecettori.
I quattro tipi di cono e la specializzazione delle goccioline d'olio pigmentate danno agli uccelli una migliore visione dei colori rispetto a quella degli umani. Tuttavia, ricerche più recenti hanno suggerito che la tetracromia negli uccelli fornisce agli uccelli solo uno spettro visivo più ampio di quello degli esseri umani (gli esseri umani non possono vedere la luce ultravioletta, 300-400 nm), mentre la risoluzione spettrale (la "sensibilità" alle sfumature) è simile.